# إرفينغ غرينبيرغ
إرفينغ غرينبيرغ (بالإنجليزية: Irving Greenberg) هو مؤرخ وفيلسوف وحاخام أمريكي، ولد في 1933.